# Lepidopleurus cajetanus
Lepidopleurus cajetanus är en blötdjursart som först beskrevs av Giuseppe Saverio Poli 1791.  Lepidopleurus cajetanus ingår i släktet Lepidopleurus och familjen Leptochitonidae. Inga underarter finns listade i Catalogue of Life.